# Farnworth
Farnworth este un oraș în cadrul districtul metropolitan Bolton în comitatul Greater Manchester, regiunea North West, Anglia. 